# David Trobisch
David Johannes Trobisch (né le 18 août 1958)  est un érudit dont le travail s'est concentré sur la formation de la Bible chrétienne, des anciens manuscrits du Nouveau Testament et des épîtres de Paul. L'historien de l'art Noah Charney décrit Trobisch comme «un éminent universitaire libéral».

## Biographie
Trobisch grandit au Cameroun où ses parents ont servi comme missionnaires luthériens.
Il enseigne à l'Université de Heidelberg, à la Yale Divinity School et au Bangor Theological Seminary, où il est professeur Throckmorton-Hayes de langue et de littérature du Nouveau Testament de 2000 à 2009. Depuis 2014, il est directeur de la Green Collection, Oklahoma City, Oklahoma,.
Trobisch partage son temps entre l'Allemagne, où vivent sa femme, son fils et ses deux petits-enfants, et une maison à Springfield, dans le Missouri. Lorsqu'il est aux États-Unis, il se considère comme faisant partie de l'Église évangélique luthérienne en Amérique.

## Œuvres
- (de) David Trobisch, Die Endredaktion des Neuen Testaments: eine Untersuchung zur Entstehung der christlichen Bibel, vol. 31, Fribourg: Universitätsverlag; Göttingen: Vandenhoeck & Ruprecht, coll. « Novum Testamentum et orbis antiquus », 1996 (ISBN 3-7278-1075-0, OCLC 467576020)
- (en) David Trobisch, The First Edition of the New Testament, New York: Oxford University Press, 2000 (ISBN 978-0-195-11240-5, OCLC 827708997, DOI 10.1093/acprof:oso/9780195112405.001.0001, lire en ligne)